# Mazury (sielsowiet Horodec)
Mazury (biał. Мазуры; ros. Мазури, Mazuri) – wieś na Białorusi, w obwodzie brzeskim, w rejonie kobryńskim, w sielsowiecie Horodec.
W XIX/XX w. Mazury były wsią w gminie (włości) Iłosk w powiecie kobryńskim guberni grodzieńskiej. W dwudziestoleciu międzywojennym leżały w II RP, w województwie poleskim, w powiecie kobryńskim, początkowo w gminie Iłosk, a następnie w gminie Dziatkowicze (od 1928 r.).